# Нехорошевка
Нехоро́шевка (рос. Нехорошевка) — присілок у складі Сарактаського району Оренбурзької області, Росія.
Стара назва — Нехорошевський.

## Населення
Населення — 34 особи (2010; 37 у 2002).
Національний склад (станом на 2002 рік):
- росіяни — 95 %